# Exsila
Die Exsila AG mit Sitz in Zug ist ein Schweizer Medienhandelsunternehmen. Sie wurde 2006 von Rouven Küng und Reto Bütler gegründet und betreibt die erste und zugleich grösste Schweizer Medientauschbörse.

## Produkte und Funktionsweise
Das Produktangebot umfasst hauptsächlich Filme, Musik, Bücher, Hörbücher, Games und Sammelbilder.
Der Anbieter darf den Preis des Artikels in Punkten bestimmen. Mit den Punkten kann er anschliessend andere Produkte kaufen. Die Punkte können bei Exsila gekauft werden. Es fällt eine Tauschgebühr an, die jeweils vom Anbieter des Artikels übernommen wird.

## Historie
Exsila wurde von Rouven Küng und Reto Bütler gegründet.
Die Tauschbörse ging im Sommer 2006 online. Als Betreiberin wurde noch im gleichen Jahr die Exsila GmbH gegründet, welche 2007 in eine Aktiengesellschaft umgewandelt wurde.
Im Frühjahr 2008 wurde die deutsche Plattform exsila.de gelauncht, die Ende 2014 wegen mangelnder Aktivität wieder eingestellt wurde.
2010 wurde der Dienst von mehr als 80'000 angemeldeten Usern benutzt. Insgesamt stehen über 500'000 Artikel zum Tausch zur Verfügung. 
Ab Mai 2011 war der Verkauf auch mittels Schweizer Franken möglich, was zu einem gravierenden Verfall der Punktewerte führte. Die Tausch- bzw. Verkaufsgebühr wurde auf 6 % erhöht. Am 21. Juli 2011 wurde eine Senkung auf 5 % angekündigt. Gleichzeitig erfolgte die Belastung der Verkaufsgebühr auch beim Einsatz von Exsila-Punkten in Schweizer Franken. Besonders die letzte Änderung wurde von den Exsilanutzern kontrovers diskutiert. Es gab sogar eine Petition gegen dieses Vorhaben, die jedoch nicht genügend Unterstützer fand.
Seit Januar 2012 dürfen auch Spielwaren und Handys auf Exsila getauscht werden.
Im September 2015 gab Exsila bekannt, wieder zu den Exsila-Punkten zurückzukehren und den Handel mit Schweizer Franken einzustellen. Die Tauschgebühr liegt nun bei 8 % und wird zu 50 % in Punkten und zu 50 % Schweizer Franken erhoben.
Im Juni 2016 wurde eine Applikation für Android veröffentlicht.
Im Mai 2025 kündigte Exsila an, den Betrieb der Plattform per Ende 2025 einzustellen.